# Elsa Sahal
Elsa Sahal, née le 13 novembre 1975 à Bagnolet (Seine-Saint-Denis), est une artiste, une sculptrice, française qui vit et travaille à Paris. Elle est connue pour son travail en céramique, son exploration de thèmes comme les corps féminin et masculin, les métaphores végétales, et son humour.

## Biographie
Née en 1975 en région parisienne, Elsa Sahal étudie aux Beaux-Arts de Paris de 1994 à 2000,, travaillant notamment  dans les ateliers de Georges Jeanclos, ou encore d'Erik Dietman. 
Pendant ses études, elle commence à créer, choisissant pour s'exprimer la sculpture et la céramique. Sa première exposition personnelle est en 2002, à la Galerie Papillon à Paris. Elle participe aussi à des expositions collectives et effectue un certain nombre de résidences artistiques dès le début de sa carrière, telles une résidence en 2007 à la Manufacture nationale de Sèvres, en 2013 dans le Montana, à l'Archie Bray Foundation for the Ceramic Arts (en), ou encore, de 2019 à 2021 à La Borne. La pandémie de Covid-19 provoque un décalage de plusieurs de ses expositions personnelles ou de ses participations à des expositions collectives, notamment celles au Musée des Beaux-Arts de Lyon (exposition  Picasso, baigneuses et baigneurs), à la Friche Belle de Mai à Marseille (exposition Street Trash : l'effet spécial de la sculpture), à l’opération Les Extatiques, à La Seine musicale, ou encore au Voyage à Nantes.
Sa participation à cette exposition collective en région nantaise, Le Voyage à Nantes pour l'édition de 2020, est pour elle l'occasion de voir insérer, pendant quelques mois, une de ses sculptures, créée en 2012, au sein d'une fontaine existante placée au milieu d'une place piétonne bien connue, la Place Royale. Cette fontaine est ornée depuis les années 1860 par des œuvres de Daniel Ducommun du Locle et Guillaume Grootaërs. Avec humour, Elsa Sahal vient rajouter temporairement dans cet ensemble assez puribond, entre deux chérubins, une sculpture évoquant le corps tronqué d'une pisseuse : évocation féminine  du Manneken-Pis et de l'urinoir intitulé Fontaine, de Marcel Duchamp. La sculpture d'Elsa Sahal en grès émaillé, de couleur rose bonbon, de 3 mètres de haut, représente en effet deux jambes féminines posées sur deux  colonnes de terre ornées d’oursins, de coraux et de coquillages, avec un filet d’eau s’écoulant en continu, de la vulve. Cette provocation humoristique n'est pas une nouvelle version de la Jeanneke-Pis, puisque la pisseuse  est debout, une façon d'affirmer les droits des femmes dans l’espace public,, mais aussi pour la sculptrice d'évoquer avec drôlerie la perte de son poste d'enseignante à l'École supérieure des arts décoratifs de Strasbourg en 2012, après un congé parental, et le combat féministe, aussi « continu et interminable », dit-elle, que le jet de cette fontaine. Le projet, dès qu'il est connu (avant même l'installation au public), fait réagir aussi bien la presse nationale,, que la presse plus régionale,, et fait même l'objet pendant quelques heures d'un vandalisme peu de jours après son installation, par un jet de peinture verte sur le grès durant la nuit,.
Elle est en 2007 la lauréate  du prix de la sculpture contemporaine de la Fondation Francesco Messina, à Casalbeltrame, en Italie, et en 2008 de la première édition d'un nouveau prix français pour la sculpture, créé par la MAIF pour encourager de jeunes plasticiens. Elle expose également dans l'espace de la Fondation d'entreprise Pernod Ricard en 2008, un autre mécenat d'entreprise cherchant à encourager la création contemporaine. Elle est aussi nommée pour le Prix Le Meurice pour l'art contemporain en 2013, et se voit remettre, toujours en 2013, le Prix Georges Coulon pour la sculpture, décerné par l’Institut de France.  Elle figure aussi en 2016 dans une exposition à Paris, qui cherche à réévaluer la présence de la céramique au XXe siècle, Ceramix : De Rodin à Schütte.
En parallèle de son activité artistique, elle se consacre à l'enseignement universitaire. De 2005 à 2012, elle enseigne à l’École supérieure des arts décoratifs de Strasbourg,,. En 2009, elle est professeur invité à l'Université d'Alfred (en), à New York au College of Ceramics. De 2014 à 2018, Elsa Sahal enseigne à l’École nationale supérieure d’architecture de Versailles.

## L’Œuvre
La curatrice Mara Hoberman écrit à propos des œuvres de cette sculptrice : « Curieusement, ses créations d’argile réussissent à être à la fois abstraites et figuratives, adorables et abjectes, élégantes et dégingandées, masculines et féminines, pathétiques et percutantes. Si elles ne sont pas toujours à proprement parler figuratives, les sculptures d’Elsa Sahal sont résolument et explicitement organiques ». Elsa Sahal évoque par ses sculptures, presque toujours en argile, des fesses, des seins, des vulves, des pénis et autres « excroissances »,, des formes humaines ou végétales, des biomorphes, ayant gardé d'un de ses professeurs, Erik Dietman, que tout est autorisé en art, et notamment l'humour.
À travers son travail, elle construit aussi un regard féminin sur le sujet du genre, du sexe et du désir. La présence de quelques-unes de ses créations, parmi 39 autres artistes, à l’exposition Women House à la Monnaie de Paris, en 2017/2018, confirme que son engagement pour une mise en avant des femmes dans l’art contemporain a été remarqué.

## Collections publiques
Des œuvres d'Elsa Sahal ont été acquises par le Centre national des arts plastiques.

## Expositions personnelles
- 2025 : Elsa Sahal, Pool Dance, Musée d'art et d'industrie André-Diligent, Roubaix.